# 刘护平
刘护平（1910年—1985年），男，江西吉水人，中华人民共和国政治人物，曾任江西省人民检察院检察长，江西省政协副主席。